# Jack Hughes (Eishockeyspieler, 1957)
John Francis „Jack“ Hughes (* 20. Juli 1957 in Somerville, Massachusetts) ist ein ehemaliger US-amerikanischer Eishockeyspieler, der im Verlauf seiner aktiven Karriere zwischen 1976 und 1982 unter anderem 46 Spiele für die Colorado Rockies in der National Hockey League (NHL) auf der Position des Verteidigers bestritten hat.

## Karriere
Hughes wechselte im Jahr 1976 von der High School an die renommierte Harvard University, wo er drei Jahre lang einem Studium in Wirtschaftswissenschaften nachging. Parallel zu seinem Studium spielte er in der Universitätsmannschaft Eishockey. Der Verteidiger spielte mit den Crimson in der ECAC Hockey, die in den Spielbetrieb der National Collegiate Athletic Association (NCAA) eingegliedert war. In seiner Rookiesaison sammelte Hughes insgesamt 21 Scorerpunkte in 26 Spielen, woraufhin er zum Rookie of the Year der ECAC ernannt und zudem ins First All-Star Team der Division berufen wurde. Ebenso wurde der US-Amerikaner im NHL Amateur Draft 1977 in der neunten Runde an 142. Position von den Colorado Rockies aus der National Hockey League (NHL) ausgewählt. Am Ende der folgenden Spielzeit fand sich Hughes nach 27 Punkten in 23 Einsätzen im Second All-Star Team der ECAC wieder.
Nach dem erfolgreichen Abschluss seines Studiums im Frühjahr 1979 wurde Hughes vom US-amerikanischen Eishockeyverband USA Hockey rekrutiert, um sich unter dessen Leitung gezielt auf die Olympischen Winterspiele 1980 im heimischen Lake Placid vorzubereiten. Der Abwehrspieler war allerdings der letzte Spieler, den Trainer Herb Brooks aus dem Kader strich, der wenig später den überraschenden Olympiasieg des US-amerikanischen Teams sicherte. Nach der Nichtberücksichtigung für die Olympischen Spiele wechselte Hughes in die Organisation der Colorado Rockies, wo er bis zum Ende der Saison 1979/80 bei Colorados Farmteam Fort Worth Texans in der Central Hockey League (CHL) zu Einsatzzeiten kam. Mit der Mannschaft erreichte er schließlich die Finalserie um den Adams Cup, die allerdings im siebten Spiel zu Gunsten der Salt Lake Golden Eagles entschieden wurde.
In der folgenden Spielzeit schaffte der Defensivspieler den zeitweisen Sprung in den NHL-Kader der Rockies und kam dort zu 38 Einsätzen, während er in der regulären Saison auch 27-mal für Fort Worth in der CHL spielte. Dazu kamen weitere fünf Playoff-Einsätze. Im Verlauf der Saison 1981/82 nahmen Hughes’ Einsatzminuten in der NHL merklich ab. Er bestritt lediglich acht Partien und spielte hauptsächlich für die Texans. Nach dem Spieljahr beendete der 25-Jährige seine aktive Karriere vorzeitig.

## Erfolge und Auszeichnungen
- 1977 ECAC Rookie of the Year
- 1977 ECAC First All-Star Team
- 1978 ECAC Second All-Star Team

## Karrierestatistik
(Legende zur Spielerstatistik: Sp oder GP = absolvierte Spiele; T oder G = erzielte Tore; V oder A = erzielte Assists; Pkt oder Pts = erzielte Scorerpunkte; SM oder PIM = erhaltene Strafminuten; +/− = Plus/Minus-Bilanz; PP = erzielte Überzahltore; SH = erzielte Unterzahltore; GW = erzielte Siegtore; 1 Play-downs/Relegation; Kursiv: Statistik nicht vollständig)